# Colegiul Economic Arad
Colegiul Economic Arad este un liceu economic din Arad, înființat în anul 1885.

## Scurt Istoric
- 14 iunie 1885: ia ființă Școala Comercială Medie Arad (str. Lucian Blaga)
- 1886: se înființează Academia Comercială Arad
- iunie 1889: începe construirea actualului edificiu școlar (Piața George Enescu nr.2)
- 10 ianuarie 1891: inaugurarea noului local al școlii (aripa din Bulevardul Dragalina)
- 1900: se deschid cursurile Școlii Superioare Comerciale Arad
- 23 septembrie 1922: se înființează o clasa în cadrul Școlii Superioare Comerciale Arad, cu predare în limba româna (director Vasile Suciu)
- 1 septembrie 1936: se deschide clasa I a cursului superior
- 1937: Gimnaziul teoretic "Iosif Vulcan" din Arad devine gimnaziu comercial în componența Liceului Comercial de Băieți Arad
- 1948: ia ființă Scoala Medie Tehnică de Administrație Economică
- 1950: se inaugurează Liceul Economic Arad
- 1966: se înființează Liceul Economic Arad
- 1 octombrie 1977: Liceul Economic fuzionează cu Grupul Școlar Comercial Arad formând Liceul Economic și de Drept Administrativ Arad
- 1994: se înființează Grupul Școlar Economic - Administrativ Arad
- 19 septembrie 2000: școala devine Colegiul Economic Arad (Ordinul nr.4565/2000 al Ministerului Educației Naționale)

## Istoric
Învățământul economic la nivel liceal are în municipiul Arad o vechime de 117 ani.
- În anul 1848, Ioan Rotter, originar din Boemia, înființează la Arad o școală comercială particulară cu limba de predare germană. Tot la Arad a mai funcționat o altă școală comercială particulară înființată de Hirschl.
- La 28 septembrie 1885 se inaugurează deschiderea „Școlii Comerciale Medii Arad" într-un edificiu din strada Lucian Blaga, având ca director un profesor titular, Ludovic Abrai.
- Din anul 1886, „Școala Comercială Medie Arad" a devenit „Academie Comercială".
- În perioada 1889-1894 se construiește actualul edificiu școlar din Piața George Enescu nr.2.
- Din anul 1918, după înfăptuirea Marii Uniri, cursurile școlii se vor desfășura în limba română, în cadrul „Școlii Comerciale Superioare Arad" la care frecventau și elevii celorlalte naționalități din zona Banatului și Crișanei.
- La 1 septembrie 1936 „Școala Comercială Superioară Arad" deschide clasa I a cursului inferior, iar în anul 1937, gimnaziul teoretic „Iosif Vulcan" din Arad devine gimnaziu comercial, atașându-se „Liceului Comercial de Băieți", formând cursul inferior al acestei școli. în perioada 1922-1943, au fost înscriși 5447 de elevi din care 3855 sunt români, în procent de 70,8%, iar 1592 de alte naționalități, în procent de 29,2%.
- Prin reforma învățământului din anul 1948, s-a înlocuit liceul cu școala de 10 clase (școală medie) după modelul sovietic, urmând mai multe transformări, în anul 1948 ia ființă „ Școala Medie Tehnică de Administrație Economică", având ca director pe prof. Vasile Suciu și 15 profesori.
- Din anul 1950, noua denumire va fi „Școala Medie Tehnică de Comerț pentru Băieți Arad" cu durata de 4 ani, care primește absolvenți de 7 clase elementare pe baza unui examen de admitere. în 1955, „ Școala Medie Tehnică de Comerț" se transformă în „ Școală Tehnică de Comerț" cu durată de 2 ani, pregătind contabili și merceologi, elevii fiind absolvenți ai liceului teoretic (cu sau fără examen de maturitate). Astfel ia naștere „Grupul Școlar Comercial Arad" care cuprindea Școala Profesională și Școala de specializare postliceală.
- Din anul 1966 se revine la învățământul liceal economic prin înființarea „Liceului Economic Arad".
- În anul 1974, a luat ființă „Liceul Industrial de Alimentație Publică" în cadrul „Grupului Școlar Comercial Arad".
- La 1 octombrie 1977, „Liceul Economic Arad" fuzionează cu „Grupul Școlar Comercial Arad", formând „Liceul Economic și de Drept Administrativ Arad".
- După anul 1989, se păstrează titulatura de „Liceu Economic și de Drept Administrativ Arad", iar de la 1 septembrie 1994 va primi denumirea de „Grupul Școlar Economic Administrativ Arad"
- În semn de prețuire a unei îndelungate tradiții de învățământ economic la Arad, prin Ordinul nr. 4565/ 2000 al MEN, „Grupul Școlar Economic-Administrativ Arad" a devenit „Colegiul Economic Arad".

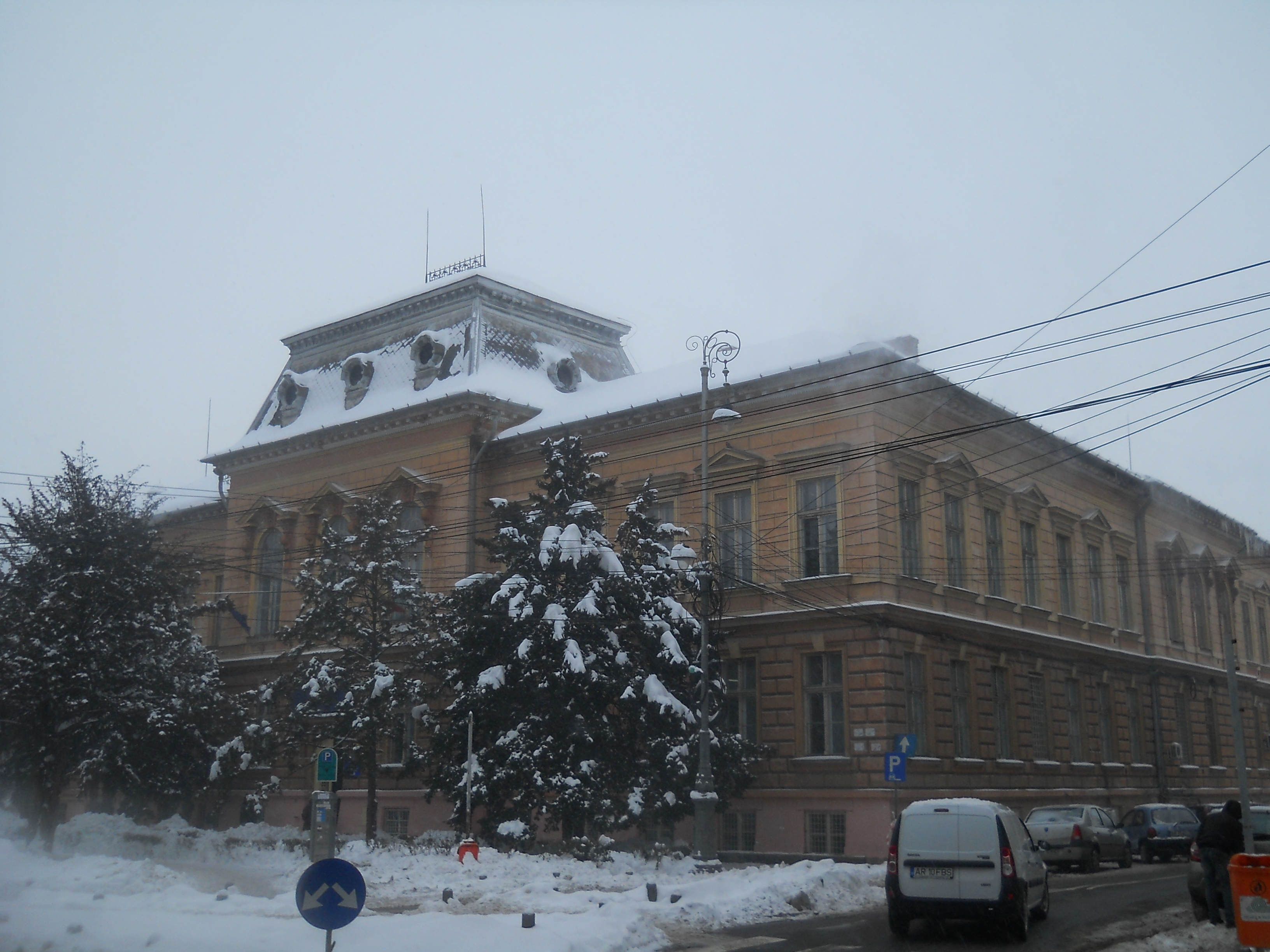
Clădirea Colegiului Economic Arad

## Directorii Colegiului Economic Arad
- 1885-1910 Ludovic Abrai
- 1910-1923 Dr. Iuliu Somogyi
- 1922-1956 Vasile Suciu
- 1956-1961 Emil Văcăreanu
- 1961-1964 Eugen Tudor
- 1964-1968 Iuliu Achim
- 1968-1975 Dr. Gheorghe Păcurariu
- 1966-1975 Ana Popa
- 1975 Dr. Gheorghe Păcurariu
- 1975-1977 Ana Gabor
- 1977-1982 Dr. Gheorghe Păcurariu
- 1982-1986 Ana Gabor
- 1986-1993 Doina Buda
- 1993-1997 Daniel Bălan
- 1997-2002 Silvius Cureteanu
- 2002-2006 Daniel Bălan
- 2006-prezent Monica Băltărețu

## Misiune
- Formarea de specialiști competenți profesional, care să se integreze la locul de muncă și în societate.
- Oferirea tuturor elevilor un sistem de valori care să-i ajute la cunoașterea lumii în care trăim și a moștenirii culturale.
- Școala are ușile deschise pentru toți cei ce au nevoie de educație (copii, tineri și adulți) indiferent de etnie și religie oferind astfel șanse egale pentru toți.
- Se dorește crearea unui climat de sănătate fizică și libertate spirituală prin activități extrașcolare și de "loisir" pentru toți elevii școlii.

## Baza materială a școlii
Astăzi Colegiul Economic din Arad este o unitate de învățământ atractivă, cu o bază didactico- materială modernă formată, în principal, din: 
- un cabinet de finanțe-contabilitate;
- un cabinet de turism;
- un cabinet de steno-dactilografie;
- două laboratoare de merceologie;
- două ateliere de etalare și comercializare a mărfurilor;
- trei cabinete de informatică; un cabinet de alimentație publică;
- un laborator de patiserie-cofetărie;
- un laborator pentru preparate de bucătărie;
- un cabinet de tehnica servirii consumatorilor;
- un cabinet de limba română;
- un cabinet de matematică; un laborator de fizică;
- un laborator de chimie; un laborator de biologie;
- un cabinet de istorie; un cabinet de consiliere;
- bibliotecă;
- sală de sport;
- cantină cu 72 de locuri.

## Pregătirea profesională
Instruirea practică a elevilor de la cele șase specializări se realizează atât în laboratoarele, atelierele și cabinetele menționate, cât și în societăți comerciale și instituții din municipiul Arad.
Un valoros și unit colectiv de cadre didactice (peste 70 de profesori și 13 maiștri - instructori) asigură o bună pregătire teoretică și practică a elevilor școlii, reflectată în rezultatele obținute Ia olimpiadele școlare, concursurile pe meserii, examenele de absolvire, bacalaureat, concursurile de admitere în învățământul superior (în special cel economic). în aceeași direcție - formarea și desăvârșirea personalității tânărului - este orientată și activitatea personalului didactic ajutător și a celui nedidactic din școală. Nu este neglijată nici componenta educativă, cultural-artistică, distractivă și sportivă (amintim doar Revista Juventute, aflată la nr. 26).
La admiterea în Colegiul Economic este o concurență foarte mare, îndeosebi la specializările: Finanțe - Contabilitate, Turism, Administrație publică, ultima medie de admitere fiind 8,46 (iulie 2002).
La terminarea liceului, absolvenții primesc, pe lângă „Diploma de bacalaureat", un „Certificat de competențe profesionale", act prin care se confirmă pregătirea de specialitate și profesională.